# Still Alive and Well
| Recensione          | Giudizio        |
| ------------------- | --------------- |
| AllMusic            | [ 1 ]           |
| Robert Christgau    | B+              |
| Sputnikmusic        | 3.9 (Excellent) |
| Storia della musica | [ 4 ]           |

Still Alive and Well è un album di Johnny Winter, pubblicato dalla Columbia Records nel marzo del 1973.
Ritorno sulle scene musicali, dopo quasi due anni dall'ultimo album, assenza dovuta a problemi di salute causata dai troppi abusi di varie sostanze, l'album raggiunse la posizione numero 22 (9 giugno 1973) della classifica USA The Billboard 200.

## Tracce
Lato A
1. Rock Me Baby – 3:48 (Willie Broonzy, Arthur Crudup)
2. Can't You Feet It – 3:00 (Dan Hartman)
3. Cheap Tequila – 4:04 (Rick Derringer)
4. All Tore Down – 4:28 (Joe Crane)
5. Rock & Roll – 4:51 (Johnny Winter)

Lato B
1. Silver Train – 3:37 (Mick Jagger, Keith Richards)
2. Ain't Nothing to Me – 3:06 (Eric Dunbar)
3. Still Alive & Well – 3:43 (Rick Derringer)
4. Too Much Seconal – 4:20 (Johnny Winter)
5. Let It Bleed – 4:09 (Mick Jagger, Keith Richards)

Edizione CD del 1994, pubblicato dalla Columbia/Legacy Records (CK 66421)
1. Rock Me Baby – 3:49 (Willie Broonzy, Arthur Crudup)
2. Can't You Feel It – 3:01 (Dan Hartman)
3. Cheap Tequila – 4:05 (Rick Derringer)
4. All Tore Down – 4:30 (Joe Crane)
5. Rock & Roll – 4:43 (Johnny Winter)
6. Silver Train – 3:35 (Mick Jagger, Keith Richards)
7. Ain't Nothing to Me – 3:06 (Eric Dunbar)
8. Still Alive & Well – 3:43 (Rick Derringer)
9. Too Much Seconal – 4:22 (Johnny Winter)
10. Let It Bleed – 4:10 (Mick Jagger, Keith Richards)
11. Lucille – 2:46 (Richard Penniman) – Bonus Track - Previously Unreleased Version
12. From a Buick Six – 2:38 (Bob Dylan) – Bonus Track - Previously Unreleased Version

## Formazione
- Johnny Winter - chitarra elettrica, chitarra slide, mandolino, voce
- Randy Jo Hobbs - basso
- Richard Hughes - batteria

Musicisti aggiunti
- Rick Derringer - chitarra slide (brano: Silver Train)
- Rick Derringer - chitarra pedal steel, chitarra click (brano: Ain't Nothing to Me)
- Rick Derringer - chitarra elettrica (brano: Cheap Tequila)
- Jeremy Steig - flauto (brano: Too Much Seconal)
- Todd Rundgren - mellotron (brano: Cheap Tequila)
- Mark Klingman - pianoforte (brano: Silver Train)

Note aggiuntive
- Rick Derringer - produttore
- Bill Szymczyk - direttore tecnico
- Steve Paul - consulente tecnico
- Registrazioni effettuate fine 1972 (ottobre o novembre) al The Hit Factory ed al Sterling Sound di New York
- Marshall Chess, Walter Dean, Jerry Ragavoy, Alan Blazek, James Green e Bill Scruggs - ingegneri delle registrazioni[9]
- Lucille e From a Buick Six, registrati a inizio 1973, con sovraincisione (parte finale) della chitarra di Johnny Winter[10]